# Емец, Илья Николаевич
Илья Николаевич Емец (укр. Ілля Миколайович Ємець; род. 21 февраля 1956, Воркута) — украинский врач, директор Государственного учреждения «Научно-практический медицинский центр детской кардиологии и кардиохирургии МОЗ Украины», кардиохирург, доктор медицинских наук, профессор кафедры детской кардиологии и кардиохирургии им. П. Л. Шупика, заслуженный врач Украины, член Европейской ассоциации хирургии врожденных пороков сердца. Автор более 250 научных работ. В 2010 — 2011 годах и с 4 по 30 марта 2020 года — Министр здравоохранения Украины.

## Биография
В 1979 году окончил Киевский медицинский институт по специальности «педиатрия». В 1979—1985 годах проходил клиническую ординатуру по специальности «Сердечно-сосудистая хирургия» в Институте сердечно-сосудистой хирургии АМН Украины. В 1992 году основал клуб «Rotary International» в Киеве, в котором возглавил медицинскую гуманитарную программу.
В 1993 году — кардиохирург в Children’s Hospital (Сидней, Австралия).
1993 — основатель и президент первого Международного благотворительного фонда Украины «Детское сердце», который помогает украинским детям с врождёнными пороками сердца.
В 1993 году получил почётное звание «Заслуженный врач Украины».
В 1994 году — штатный кардиохирург в Hospital for Sick Children (Торонто, Канада).
1996 г. — штатный кардиохирург в Royal Childrens Hospital (Мельбурн, Австралия).
С 1996 года — руководитель отделения детской реанимации и кардиохирургии Института сердечно-сосудистой хирургии АМН Украины.
В 1997 году защитил кандидатскую диссертацию на тему «Паллиативная хирургия врождённых пороков сердца у детей раннего возраста».
В 1998 году — штатный кардиохирург в Hospital J. Cartier (Париж, Франция).
В 2001 году защитил докторскую диссертацию на тему «Хирургическое лечение транспозиции магистральных сосудов».
С 2003 года — директор Государственного учреждения «Научно-практический медицинский центр детской кардиологии и кардиохирургии Министерства здравоохранения Украины».
В 2006 году — разработчик «Государственной программы предотвращения и лечения сердечно-сосудистых и сосудисто-мозговых заболеваний на 2006—2010 годы».
В 2010—2011 годах — Министр здравоохранения Украины.
В 2010 году — лауреат национальной премии «Гордость страны 2009» в номинации «Сенсация года» за мировое изобретение в кардиохирургии (использование пуповинной крови вместо донорской при операциях с врождёнными пороками сердца в первые часы и дни жизни).
С 4 по 30 марта 2020 года — Министр здравоохранения Украины.

## Достижения
С 1992 года первым на Украине и на постсоветском пространстве начал успешно оперировать новорождённых со сложными пороками сердца, внедрять в практику пластические операции на клапанах сердца у детей раннего возраста (без использования искусственных материалов). Впервые в мире внедрил хирургическое лечение пренатально диагностированных сложных врождённых пороков сердца в первые часы жизни у новорождённых с применением аутологичной пуповинной крови вместо донорской.
Создал на Украине школу кардиологии и кардиохирургии новорождённых.

## Государственные награды
Орден «За заслуги» I ст. (22 января 2016) — за значительный личный вклад в государственное строительство, социально-экономическое, научно-техническое, культурно-образовательное развитие Украинского государства, дело консолидации украинского общества, многолетний добросовестный труд.
Орден «За заслуги» II ст. (21 апреля 2012) — за весомый личный вклад в развитие отечественной системы здравоохранения, внедрение новейших методов лечения, многолетний плодотворный труд и высокий профессионализм.
Орден «За заслуги» III ст. (15 июня 2006) — за весомый личный вклад в развитие охраны здоровья, внедрение современных методов диагностики и лечения, высокий профессионализм.
Заслуженный врач Украины (26 ноября 1993) — за активное внедрение современных методов диагностики и лечения, высокое профессиональное мастерство.